# Herb Brdowa

Herb Brdowa

Herb Brdowa – dawny herb miejski, obecnie symbol miejscowości Brdów; nadany został miastu najprawdopodobniej w 1562 roku wraz z prawem magdeburskim przez króla Zygmunta Augusta. Herb pojawia się m.in. na pieczęciach miejskich z 1778 i 1779 roku.
W polu błękitnym przedstawia ozdobną wielką literę B barwy srebrnej (białej). Jest to pierwsza litera nazwy miejscowości. Kolor niebieski może symbolizować wodę - ściśle związaną z miejscowością, poprzez Jezioro Brdowskie. 